# Trần Điền
Bài này viết về tổ sư nghề kim hoàn của Việt Nam, về nghị sĩ Việt Nam Cộng hòa, xem Trần Điền (nghị sĩ)
Trần Điền là tổ sư nghề kim hoàn của Việt Nam, thời vua Lý Nam Đế (thế kỷ 6).

## Thân thế
Trần Điền cùng với Trần Điện, Trần Hòa là ba anh em người làng Định Công (nay thuộc quận Hoàng Mai, Hà Nội). Cha mẹ mất sớm, ba anh em phải tự nuôi lấy nhau.

## Tổ sư ngành kim hoàn
Quân Lương (Trung Quốc) sang xâm chiếm Vạn Xuân (quốc hiệu Việt Nam thời đó), ba anh em phải chạy khỏi làng, lang thang khắp nơi. Trần Điền sang phương Bắc (Trung Quốc) học được nghề kim hoàn, chế tạo các đồ trang sức bằng vàng, bạc. Khi quê nhà yên bình, ông trở về cùng ba anh em hợp lực mở xưởng sản xuất đồ nữ trang. Sau đó được bà con trong làng theo học khá đông và nghề kim hoàn trở thành nghề truyền thống của làng Định Công. Về sau, nhiều người trong làng đã ra lập nghiệp ở phố Hàng Bạc trong kinh thành. Ông và hai em được tôn làm tổ sư nghề kim hoàn, được dân làng lập đền thờ phụng.

## Tưởng nhớ
Dân làng Định Công lập đền thờ 3 ông tổ nghề Kim Hoàn là Trần Điền, Trần Điện và Trần Hoà ở đầu phố Hàng Bồ. Cứ vào ngày 12 tháng 2 âm lịch hàng năm, dân làng Định Công lại mở hội, tưởng nhớ công lao ba người thầy của nghề kim hoàn. Những người dân làng Đồng Xâm chuyển lên sinh sống ở phố Hàng Bạc ít nên họ chưa có điều kiện lập đình, miếu ở đây.
Năm 2009 thành phố Hà Nội quyết định đặt tên ngõ 228 đường Lê Trọng Tấn thành phố Trần Điền, phố đi từ đường Lê Trọng Tấn dọc qua khu đô thị mới Định Công đến đường Định Công.